# Scylaticus irwini
Scylaticus irwini là một loài ruồi trong họ Asilidae. Scylaticus irwini được Londt miêu tả năm 1992. Loài này phân bố ở vùng nhiệt đới châu Phi.